# James Ogilvy
James Ogilvy (Richmond Park, 1964. február 29. –) a brit királyi család, a Windsor-ház tagja.
Apja Sir Angus Ogilvy, anyja Alexandra brit királyi hercegnő volt. James Ogilvy szülei Thatched House Lodge nevű rezidenciáján, a surreyi Richmond Parkban született 1964-ben, elsőként az abban az évben a királyi családban született gyerekek közül.
Születésekor James Ogilvy a 13. volt, jelenleg (2022. május) az 58. az Egyesült Királyság trónöröklési rendjében.
Tanulmányait az Eton College-ben és a St. Andrews-i Egyetemen végezte. 1996-ban megalapította a Luxury Briefing magazint, amelynek jelenleg kiadója.

## Családja
James Ogilvy anyai nagyapja György kenti herceg, V. György brit király negyedik fia volt. Anyai nagyanyja Marina görög hercegnő, Miklós görög királyi herceg és Jelena Vlagyimirovna Romanova orosz nagyhercegnő lánya. Egyetlen nővére van, Marina Ogilvy.
James Ogilvynek származása ellenére nincs semmilyen nemesi címe, mivel apja visszautasította az esküvője alkalmából II. Erzsébet által felajánlott grófi címet. Anyja, Alexandra hercegnő gyakran vesz részt hivatalos rendezvényeken II. Erzsébet képviseletében, és a Windsor-ház tagjaként általában Ogilvy is meghívást kap a királyi család magánrendezvényeire.
Felesége Julia Ogilvy, született Julia Caroline Rawlinson, akit 1988. július 30-án vett feleségül. Két gyermekük született:
- Flora Ogilvy (1994. december 15.)
- Alexander Ogilvy (1996. november 12.)

James Ogilvy András yorki herceg fiatalabbik lányának, Eugénia brit királyi hercegnőnek keresztapja.

## György, Kent 1. hercege leszármazottai
A részleges családfán megjelenítettük a Kent hercege cím öröklésében fontos személyeket. Feltüntettük azokat, akikről (2024) született magyar szócikk.
- V. György brit király (1865. június 3. – 1936. január 20.) Felesége: Teck Mária
  - VIII. Eduárd brit király
  - VI. György brit király
  - Mária brit királyi hercegnő
  - Henrik Gloucester 1. hercege (1900. március 31. - 1974. június 10.)
    - innen lásd Gloucester hercege

  - György, Kent 1. hercege (1902. december 20. - 1942. augusztus 25.) Felesége: Marina görög hercegnő (1906 – 1968)
    - Eduárd, Kent 2. hercege (1935. október 9. – ) Felesége: Katalin kenti hercegné[8] (1933 –)
      - George Windsor[9], St Andrews grófja (1962. június 26–) Felesége: Sylvana Tomaselli (1957–)
        - Edward Windsor[8], Lord Downpatrick (1988. december 2. –)
        - Marina Windsor[8] (1992. szeptember 30.–)
        - Amelia Windsor (1995. augusztus 24.–)

      - Helen Taylor (1964–) Férje: Timothy Verner Taylor (1963–)
        - négy gyerek

      - Nicholas Windsor (1970–) Felesége: Paola Louise Marica Doimi de Lupis
        - három gyerek

    - Alexandra (1936–) Férje: Angus Ogilvy (1928–2004)
      - James Ogilvy (1964–) Felesége: Julia Rawlinson
        - két gyerek

      - Marina Ogilvy (1966–) Férje: Paul Mowatt (1990 – 1997)

  - János brit királyi herceg (1905-1919)

## Külső hivatkozások
- James Robert Bruce Ogilvy The Peerage brit nemesi listán
- James Robert Bruce Ogilvy a National Portrait Gallery képtárban
- A Luxury Briefing magazin honlapja